# Ness et Nessy
Pour plus de détails, voir Fiche technique et Distribution.
Ness et Nessy (Ness un Nesija) est un film d'animation letton réalisé par Roze Stiebra et Ansis Bērziņš, sorti en 1991. Le scénario est adapté d'après le livre Zemūdens bara lielā diena [Le grand jour du gang sous-marin] de Viktors Kalniņš paru en 1985.

## Synopsis
La mystérieux monstre du loch Ness vit en Écosse, au fond du lac Loch Ness, alors qu'en Lettonie, dans le lac Inesis habite une autre créature lacustre prénommée Nessie. Leur histoire d'amour a commencé il y a plusieurs milliers d'années, mais le destin les a séparés. Les habitants du monde sous-marin veulent aider les amoureux à se rencontrer.

## Fiche technique
- Titre : Ness et Nessy
- Réalisation : Roze Stiebra
- Scénario : Jānis Ankravs
- Musique : Zigmars Liepiņš
- Direction artistique : Aivars Rušmanis
- Sociétés de production : Dauka
- Pays de production :  Lettonie
- Durée : 60 minutes
- Format : couleur
- Dates de sortie : 1991

## Distribution
- Talivaldis Abolins
- Kristine Bedele
- Silvija Bitere
- Indra Burkovska
- Olga Drege
- Harijs Gerhards